# Knooppunt Benelux
Knooppunt Benelux (of Beneluxplein) is een Nederlands verkeersknooppunt voor de aansluiting van de autosnelwegen A4 en A15. Het knooppunt is een half-sterknooppunt, er zijn wel zandlichamen aangelegd voor de eventuele voltooiing van het knooppunt, als de A4 doorgetrokken zou worden in zuidelijke richting. Ook zijn er in het knooppunt op- en afritten vervlochten voor toegang tot Pernis, Hoogvliet en de nabijgelegen industriegebieden op de Vondelingenplaat.
In 1972 werd dit knooppunt geopend, het ligt tussen Pernis en Hoogvliet, ten zuiden van de Beneluxtunnel.
Sinds 2002 kruist lijn C van de Rotterdamse metro op dit knooppunt de snelweg A15. Ook deze werd als zodanig aangelegd dat een eventuele verlenging van de A4 mogelijk blijft.

## Dorische Poort
De Dorische Poort is een kunstwerk gemaakt door Cor Kraat, Hans Citroen en Willem van Drunen (onder de groepsnaam Kunst & Vaarwerk) in opdracht van en ter gelegenheid van het honderdjarig bestaan van havenbedrijf Frans Swarttouw in 1987. Cor Kraat zei hierover: "We stonden daar bij het Beneluxplein, met al die viaducten en snelwegen, en moesten denken aan de Romeinse tijd, waarin ook groots gepland werd en in lagen over elkaar gebouwd. We bedachten hoe leuk het was geweest als op deze plek ineens een Dorische zuil tevoorschijn was gekomen, die je had kunnen gebruiken bij de aanleg van een snelweg." Quote in: De Kampioen, mei 2003. Vol. 118, nr.5 p.93 (bron)

## Richtingen knooppunt
| Aansluitende wegen                                      | Aansluitende wegen                             | Aansluitende wegen                              | Aansluitende wegen | Aansluitende wegen |
| ------------------------------------------------------- | ---------------------------------------------- | ----------------------------------------------- | ------------------ | ------------------ |
|                                                         |                                                | richting Rotterdam-Noord / Den Haag / Amsterdam |                    |                    |
|                                                         |                                                |                                                 |                    |                    |
| richting Hoogvliet / Rozenburg / Europoort / Maasvlakte | richting Dordrecht / Gorinchem / Tiel / Bemmel |                                                 |                    |                    |
|                                                         |                                                |                                                 |                    |                    |
|                                                         |                                                |                                                 |                    |                    |

Knooppunten: De Nieuwe Meer (A10) · Badhoevedorp (A9) · De Hoek (A5) · Burgerveen (A44) · Hofvliet (N434) · Prins Clausplein (A12) · Ypenburg (A13) · Kethelplein (A20) · Benelux (A15) · Hellegatsplein (N59) · Sabina (A59) · Zoomland (A58) · Markiezaat (A58)
Aansluitingen: Amsterdam-Sloten (1) · Schiphol (2) · Hoofddorp (3) · Hoofddorp-Zuid (3a) · Nieuw-Vennep (4) · Roelofarendsveen (5) · Hoogmade (6) · Zoeterwoude-Rijndijk (6a) · Zoeterwoude-Dorp (7) · Leidschendam (8) · Rijswijk-Centrum (9) · Plaspoelpolder (10) · Rijswijk (11) · Den Haag-Zuid (12) · Den Hoorn (13) · Delft (14) · Vlaardingen-Oost (16) · Pernis (17a) · Numansdorp (22) · Willemstad (23) · Dinteloord (24) · Steenbergen (25) · Tholen (26) · Bergen op Zoom-Noord (27) · Bergen op Zoom (28) · Bergen op Zoom-Zuid (29) · Hoogerheide (30)
Almere · Amstel · Arnestein · Assen · Azelo · Badhoevedorp · Bankhoef · Batadorp · Beekbergen · Benelux · Beverwijk · Bodegraven ·  Boterdiep ·  Buren · Burgerveen · Coenplein · De Baars · De Hoek · De Hogt · De Nieuwe Meer · De Poel · De Punt · De Stok · Deil · Diemen · Drachten · Drie Klauwen · Eemnes · Ekkersweijer · Emmeloord · Empel · Euvelgunne · Everdingen · Ewijk · Galder · Gooimeer · Gorinchem · Gouwe · Grijsoord · Hattemerbroek · Heerenveen · Hellegatsplein · Het Vonderen · Hintham · Hoevelaken · Hofvliet · Holendrecht · Holsloot · Hoogeveen · Hooipolder · IJmuiden (niet officieel) · Joure · Julianaplein · Kerensheide · Kethelplein · Klaverpolder · Kleinpolderplein · Kooimeer · Kruisdonk · Kunderberg · Lankhorst · Leenderheide · Lunetten · Maanderbroek · Markiezaat · Muiderberg · Neerbosch · Noordhoek · Ommedijk · Oud-Dijk · Oudenrijn · Paalgraven · Princeville · Prins Clausplein · Raasdorp ·  Reitdiep ·  Ressen · Ridderkerk · Rijkevoort · Rijnsweerd · Rottepolderplein · Rozenburg · Sabina · Sint-Annabosch · Stelleplas · Slufter · Ten Esschen · Terbregseplein · Tiglia · Vaanplein · Valburg · Velperbroek · Velsen · Vlaardingen · Vught · Waterberg · Watergraafsmeer · Werpsterhoek · Westerlee · Ypenburg · Zaandam · Zaarderheiken · Zonzeel · Zoomland · Zuidbroek · Zurich

Geplande knooppunten:
De Liemers · Zestienhoven

Voormalige knooppunten:
Bocholtz · Ekkersrijt · Europaplein (Groningen) · Europaplein (Maastricht) · Lindenholt